# Sztrókay Eszter
Sztrókay Eszter (Budapest, 1961. február 11. –) modell, manöken, ügyvéd.

## Élete
Sztrókay Eszter az 1980-as évek ismert manökenje volt, népszerű szereplője a divatbemutatóknak. Fotóit számos kiadványban láthattuk, számtalan újság címlapján szerepelt, például Képes Újság, Ez a Divat. 
A Palatinus Strandfürdőben sétált, amikor Dozvald János fotóművész megkérdezte tőle, volna-e kedve modellkedni. Ettől kezdve folyamatosan kapta a  felkéréseket. Szerepelt reklámokban, a Fabulont, a Pepsi Colát reklámozta, és Skála Budapest Nagyáruház reklámjában szerepelt, de ajánlotta a Viking üdítő italt is.
1982 februárjában vizsgázott le az Állami Artistaképző Intézet manöken- és fotómodell szakán ahol fotómodell és manöken oklevelet szerzett. Tíz évig ritmikus sportgimnasztikázott a BEAC-ban. Első osztályú szintet ért el.
Mindemellett végzett – 1980-tól 1985-ig – az ELTE Állam- és Jogtudományi Karán, jogász lett. Családjában nagyapja, édesapja és a testvére is ügyvéd. 1985-1990-ig ügyvédjelölt volt, majd ügyvédként dolgozott.
1990-ben alapította meg saját irodáját. Testvérével, Dr. Sztrókay Zsolttal együtt találtak egy házat, ami 40 éve nem volt felújítva és tanácsi bérlakásként működött. Megvásárolták, és 10 év alatt az eredeti állapotába visszaállították. Ráday Mihály egy alkalommal megállt a ház előtt, és azt mondta, hogy vannak régi képei, amelyek talán segíteni fognak a rekonstrukció során. 
Amikor készen lettek, Podmaniczky-díjra jelölték. Városvédő Pallas Athéné emlékérmet kapott.
1990-ben ment férjhez. Házasságából született lánya, Szilvia, és fia, Kristóf.

## Elismerések
- Nagy Judit díj - a civilisztika területén elért kimagasló eredményéért, (szakvizsga eredmény)
- A városmajor utcai épület  rekonstrukciós  felújításáért Podmaniczky díjat kapott ( Állami díj)
- 2008-ban a 25 legsikeresebb magyar nő közé választották közéleti és ügyvédi munkássága eredményeként ( Napi Gazdaság)
- 2016-ban a 100 legjobb ügyvéd közé választották szakmai ajánlások alapján (Haszon Magazin)